# الادعاءات الإسرائيلية ضد الأونروا

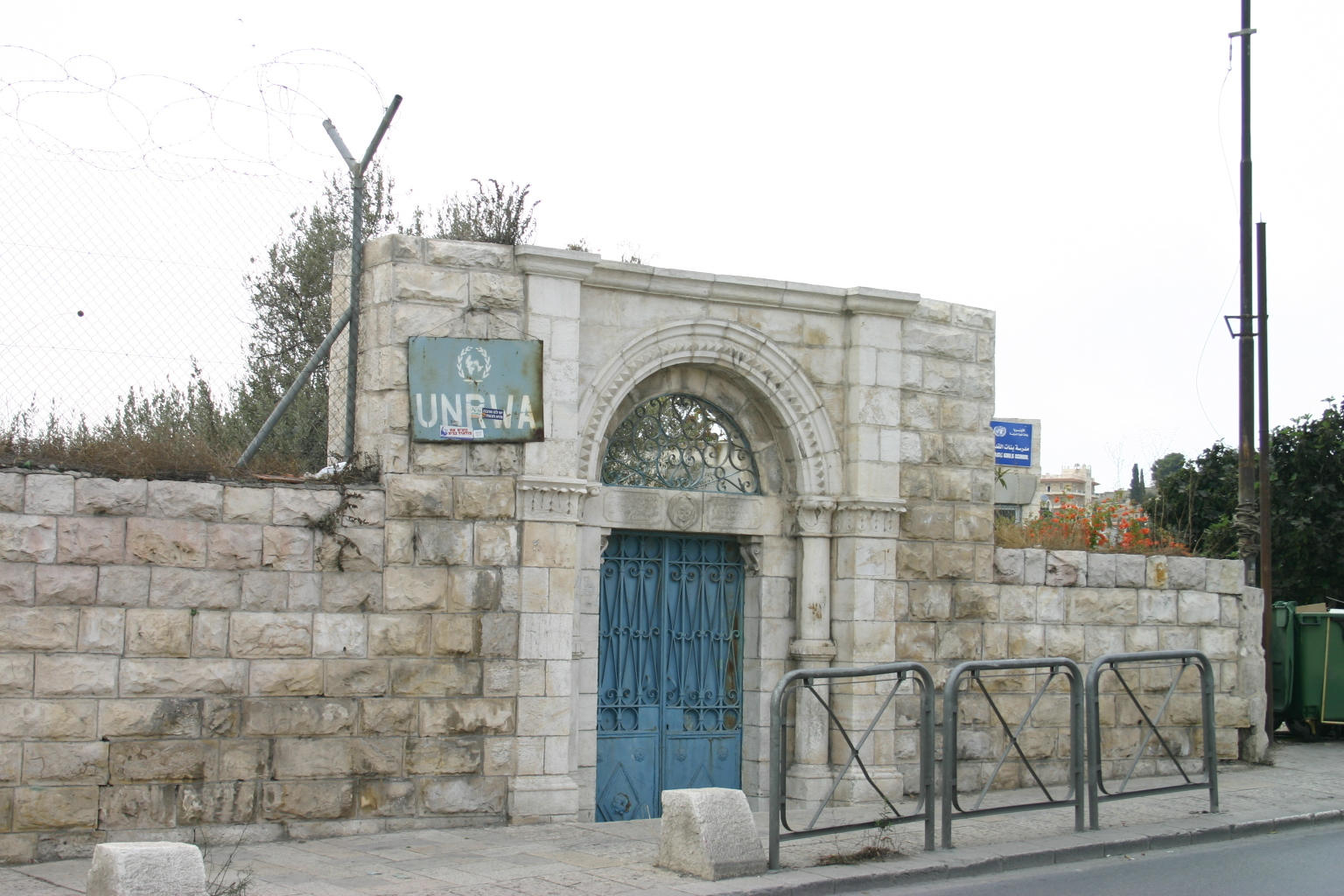
مكاتب الأونروا في القدس الشرقية بالضفة الغربية التي تحتلها إسرائيل.

في أوائل عام 2024 وجهت إسرائيل مجموعة من الادعاءات على وكالة الأمم المتحدة لإغاثة وتشغيل اللاجئين الفلسطينيين (الأونروا) بما في ذلك أن عددًا من موظفيها في قطاع غزة شاركوا في الهجوم الذي شنته حماس على إسرائيل في 7 أكتوبر 2023، وأن المئات منهم كانوا أعضاء في جماعات مسلحة. أدت هذه الادعاءات إلى خفض المساعدات المقدمة للمنظمة، والتي ألغيت معظمها لاحقًا باستثناء الولايات المتحدة، أكبر مانح للمنظمة، بعد أن وجدت التحقيقات أن مزاعم العضوية لا أساس لها من الصحة. ويجري التحقيق في مزاعم المشاركة في الهجمات، وقد رفضت بعضها بالفعل لعدم كفاية الأدلة. الأونروا، التي واجهت على مدى عقود مزاعم إسرائيلية تحيط بحيادها، هي أكبر منظمة إغاثة في قطاع غزة الذي يعاني من أزمة إنسانية ومجاعة خلال الحرب الفلسطينية الإسرائيلية.
في يناير/كانون الثاني 2024، زعمت إسرائيل أن 12 من موظفي الأونروا شاركوا في الهجمات بصفات مختلفة، ووسعت لاحقًا هذا الادعاء إلى 19، إلى جانب 400 موظف. زعمت إسرائيل أيضا أن حوالي عشرة بالمائة من موظفي الأونروا البالغ عددهم 13000 موظفًا في قطاع غزة لديهم صلات بالجماعات الإسلامية المسلحة، في المقام الأول حماس والجهاد الإسلامي، وأن 190 موظفا في الأونروا كانوا من المسلحين. وقال فيليب لازاريني، المفوض العام لوكالة الأونروا، إن المنظمة قامت بفصل الموظفين المعنيين، وفتحت تحقيقا. وأوضح لازاريني في 9 فبراير/شباط أنه قام بطرد الموظفين دون النظر في أي دليل، وقرر أن اتخاذ إجراء سريع هو الأولوية في هذه الظروف. في 19 فبراير، صرح لازاريني أن إسرائيل لم تقدم أي دليل يدعم ادعاءاتها. وفي أواخر فبراير/شباط، شكك تقرير استخباراتي أمريكي في المزاعم الإسرائيلية. وذكر تقرير للأونروا صدر في فبراير/شباط 2024 أن إسرائيل أجبرت بعض موظفيها على الاعتراف زورًا بصلاتهم بحماس تحت التعذيب.
نشرت مجموعة مراجعة مستقلة بقيادة كاثرين كولونا تقريرًا في 22 أبريل 2024، خلص إلى أن الوكالة لديها هياكل لضمان الحياد، على الرغم من وجود مشكلات لا تزال قائمة، وأن إسرائيل لم تقدم دليلاً على ادعاءاتها بشأن تورط كبير لموظفي الأونروا في حركات المقاومة الفلسطينية. وأن الأونروا لا غنى عنها للفلسطينيين في المنطقة. وبعد نشر التقرير، أعلنت ألمانيا أنها ستستأنف تمويل الأونروا، في أعقاب قرارات مماثلة اتخذت في وقت سابق من مانحين رئيسيين آخرين، بما في ذلك أستراليا وكندا والسويد واليابان. مباشرة بعد هذه المزاعم، علقت العديد من الدول المانحة الرئيسية تمويلها، بما في ذلك الولايات المتحدة. وقالت عدة منظمات دولية، بما فيها منظمة الصحة العالمية ومنظمة أطباء بلا حدود، إن قرار تعليق التمويل من شأنه أن يؤدي إلى تفاقم الوضع الإنساني في غزة بسبب الاجتياح الإسرائيلي. رداً على ذلك، قامت بعض الدول الغربية الأخرى - بما في ذلك إسبانيا، البرتغال، أيرلندا، وبولندا - بزيادة تمويلها للأونروا. وقام الاتحاد الأوروبي، الذي كان قد علق التمويل في انتظار نتائج تحقيقات الأونروا، باستئناف تمويله وزيادته في 1 مارس 2024، بينما ستستأنف أستراليا والنمسا وكندا وإيطاليا واليابان والسويد وفنلندا التمويل. في 23 مارس/آذار 2024، قطعت الولايات المتحدة كل تمويل للأونروا حتى مارس/آذار 2025.

## خلفية

### الصراع بين غزة وإسرائيل
تشارك إسرائيل وحماس في واحدة من أطول الصراعات المستمرة في العالم. وبعد سنوات هادئة نسبيا، ارتفع عدد الوفيات في النصف الأول من عام 2023 إلى أعلى مستوى منذ عام 2005.

#### عملية طوفان الأقصى
في 7 أكتوبر 2023، شنت حركة حماس هجوما مباغثا على إسرائيل من قطاع غزة، أدى إلى مقتل 1139 شخصًا، معظمهم من المدنيين، وإصابة الآلاف.[بحاجة لمصدر] هاجم المسلحون القواعد العسكرية والمجتمعات المدنية والتجمعات العامة. بالإضافة إلى ذلك، احتجزت حماس حوالي 250 إسرائيليًا، من بينهم 30 طفلًا.
رداً على ذلك، شنت إسرائيل غارات جوية واجتياح واسع النطاق على غزة بهدف معلن هو القضاء على حماس وتأمين إطلاق سراح الرهائن. وفي القصف العشوائي للمناطق السكنية من قبل القوات الإسرائيلية، قُتل أكثر من 36.000 فلسطيني، معظمهم من النساء والأطفال.

### الأونروا
الأونروا هي وكالة تابعة للأمم المتحدة مسؤولة عن دعم الإغاثة والتنمية البشرية للاجئين الفلسطينيين. جاء تأسيسها لمساعدة الفلسطينيين الذين نزحوا بسبب النكبة عام 1948 (يقدر عددهم ب700,000 فرد) والصراعات اللاحقة، إلى جانب أحفادهم، بما في ذلك الأطفال المتبنين بشكل قانوني. وهي تساعد الآن أكثر من 5.6 مليون لاجئ فلسطيني مسجل (اعتبارًا من عام 2019). وفي عام 2023، كان أكبر المانحين للأونروا هم الولايات المتحدة والاتحاد الأوروبي وألمانيا.
مع قوة عاملة تزيد عن 30,000 موظف، بما في ذلك حوالي 13,000 موظف في غزة، تضم الأونروا في الغالب لاجئين فلسطينيين إلى جانب مجموعة أصغر من الموظفين الدوليين. تعمل الوكالة في غزة والضفة الغربية والأردن وسوريا ولبنان، وتحولت ولاية الوكالة من توفير فرص العمل والمساعدات الإنسانية إلى تقديم الرعاية الصحية والتعليم والخدمات الاجتماعية للسكان الذين تخدمهم. قبل الحرب الفلسطينية الإسرائيلية، قامت الأونروا بتشغيل 700 مدرسة و140 مركزًا صحيًا في قطاع غزة.
الأونروا هي وكالة الأمم المتحدة الوحيدة المكرسة لمساعدة اللاجئين من منطقة أو صراع معين، مما يميزها عن المفوضية السامية للأمم المتحدة لشؤون اللاجئين، وهي وكالة تابعة للأمم المتحدة أسست عام 1950 لمساعدة اللاجئين على مستوى العالم. وخلافا للأونروا، فإن ولاية المفوضية تشمل دعم اللاجئين في تحقيق الاندماج المحلي، أو إعادة التوطين في بلدان ثالثة، أو العودة إلى الوطن عندما يكون ذلك ممكنا، وذلك بهدف إلغاء وضعهم كلاجئين.
لقد كانت إسرائيل منتقدة للأونروا منذ فترة طويلة وتعتبرها عقبة أمام حل الصراع الإسرائيلي الفلسطيني، من خلال منع أحفاد اللاجئين من الاستقرار في مواقعهم الحالية وإبقاء مسألة العودة مفتوحة.
كما أعربت إسرائيل عن قلقها إزاء ما تقوم الوكالة بتدريسه للطلاب وبشأن علاقة الوكالة بحماس. وفقا لإسرائيل، استخدمت المدارس التي تديرها الوكالة من قبل حماس للقيام بأنشطة إرهابية وزعم المسؤولون الإسرائيليون أنه منذ هجوم 7 أكتوبر، شوهد العديد من أعضاء الأونروا يحتفلون بالأحداث على منصات التواصل الاجتماعي. وقبل نشر هذه الاتهامات، ناقش المسؤولون الإسرائيليون سبل وقف تمويل الأونروا.
في عام 2021، بدأ المانحون الرئيسيون للأونروا، أستراليا وكندا والمملكة المتحدة والاتحاد الأوروبي، التحقيق في الكراهية والعنف في الكتب المدرسية في المدارس التابعة للأونروا، وردت هذه الأخيرة بمنع الوصول إلى الكتب المدرسية في موقعها الإلكتروني. وفي جلسة استماع في وقت لاحق من العام نفسه، اعترف المفوض العام للأونروا فيليب لازاريني بأن محتوى المناهج المدرسية للأونروا يشمل معاداة السامية وتمجيد أعمال الإرهاب والتحريض على العنف. بعد أسابيع قليلة من هجوم 7 أكتوبر، أفادت إمباكت سي أن ما لا يقل عن مائة من أعضاء حماس تلقوا تعليمهم داخل نظام الأونروا، مع تأكيد مشاركة اثنين منهم في الهجمات.
في نهاية ديسمبر 2023، نشرت صحيفة تايمز أوف إسرائيل محتويات "تقرير سري رفيع المستوى لوزارة الخارجية" يحدد خطة من ثلاث خطوات لإجبار الأونروا على الخروج من غزة ما بعد الحرب، حيث تتضمن الخطوة الأولى "تقرير شامل" بشأن تعاون الأونروا المزعوم مع حماس”.
في 4 يناير 2024، أفادت صحيفة إسرائيل هيوم أن مجموعة من أعضاء الكنيست كانوا يسعون إلى وقف التمويل العالمي للأونروا، بناءً على مخاوف من أنها أداة في يد حماس. وقالت عضو الكنيست شارين هاسكل إنهم سعوا إلى "وقف الأموال التي يتم تحويلها من دول مختلفة إلى هذه المنظمة، وإزالة قناع الأونروا".
في 17 كانون الثاني/يناير 2024، أعلنت الأونروا عن إنشاء مجموعة مراجعة مستقلة بقيادة كاثرين كولونا، وزيرة الخارجية الفرنسية السابقة، لتقييم ما إذا كانت الوكالة تفعل كل ما في وسعها لضمان الحياد والرد على مزاعم الانتهاكات الجسيمة عند ارتكابها. نُشر التقرير في 22 أبريل 2024، ووجد أن إسرائيل لم تقدم أدلة على مزاعم انتماء العديد من موظفي الأونروا لمنظمات إرهابية. وبينما يقترح التقرير طرقا لتحسين ضمانات الحياد لموظفي الأونروا، يقول التقرير إنها بالفعل أكثر صرامة من معظم المؤسسات المماثلة الأخرى. ويعتبر التقرير أيضا أن الأونروا لا غنى عنها للفلسطينيين في المنطقة. ولم يحقق التقرير في الادعاء القائل بأن 12 من موظفي الأونروا شاركوا في الهجوم الذي قادته حماس على إسرائيل لأن ذلك يخضع لتحقيق داخلي منفصل.

## الادعاءات
منذ عام 2011، قامت الأونروا بتزويد إسرائيل بانتظام بقوائم أسماء موظفيها حتى تتمكن إسرائيل من فحص موظفيها. وحتى يناير/كانون الثاني 2024، لم تعرب إسرائيل قط عن أي مخاوف بشأن موظفي الأونروا.
وقبل أيام قليلة من 26 يناير/كانون الثاني، قدمت إسرائيل ادعاءات إلى الأونروا تقول فيها إن اثني عشر موظفا متورطون في هجوم 7 أكتوبر؛ وبحسب ما ورد تم التعرف على بعضهم بناءً على لقطات تم التقاطها خلال الهجمات، بينما اعترف آخرون بالعمل لدى الأونروا في الاستجواب بعد القبض عليهم. ووفقا لإسرائيل، فرغم أنهم احتفظوا بمعلومات حول هذا الأمر لبعض الوقت، إلا أنهم في الأسبوعين السابقين على ظهور الادعاءات قاموا بربط هذه المعلومات بمخبأ ثانٍ من المعلومات الاستخبارية التي "عززت التقييم بأن موظفي الأونروا متورطون في الهجوم"؛ وتضمنت هذه المعلومات الاستخبارية لقطات التقطها مقاتلو حماس أثناء الهجوم.
ووفقا لإسرائيل، هناك علاقة هيكلية بين الأونروا وحماس، وهؤلاء الموظفون الاثني عشر هم مجرد "قمة جبل الجليد". وتزعم إسرائيل أيضا أنه تم استخدام مرافق ومركبات الأونروا في هجمات 7 أكتوبر. وقالت إسرائيل إنها جمعت قضية "تدين العديد من موظفي الأونروا لتورطهم المزعوم في المذبحة، إلى جانب أدلة تشير إلى استخدام منشآت الأونروا لأغراض إرهابية".
في 28 يناير، ذكرت صحيفة إسرائيل هيوم أن إسرائيل كانت بحوزتها المعلومات لفترة طويلة، لكنها رفضت نشرها علنا لأنها اعتبرت الأونروا الكيان الوظيفي الوحيد في غزة، وأنه "بدونها ستعم الفوضى بل وأكثر من ذلك". وبحسب مصادر " إسرائيل هيوم"، فإن إسرائيل غير متأكدة من السبب الذي دفع الأونروا والولايات المتحدة إلى اتخاذ قرار بشأن هذه المعلومات الآن؛ وتكهنوا بأن الإجراء الأمريكي قد يكون بسبب جلسة لجنة الشؤون الخارجية بمجلس النواب في 30 يناير "حيث من المرجح أن يتم الكشف عن المزيد من المعلومات المحرجة حول الأونروا".
وأفادت رويترز أيضا أن ملف المخابرات الإسرائيلية يتهم 190 موظفا في الأونروا بأنهم مقاتلون "متشددون" من حماس والجهاد الإسلامي، في حين أن 10 بالمائة بشكل عام من موظفي الأونروا لديهم بعض الانتماء إلى تلك المنظمات.

### الملف الإسرائيلي
اعتبارًا من 29 يناير 2024، نشرت صحيفة وول ستريت جورنال ونيويورك تايمز وسكاي نيوز وفايننشال تايمز تقريرا عن ملف استخباراتي إسرائيلي قدمته إسرائيل إلى الولايات المتحدة، وتمت مشاركة جزء منه معهم ومع وسائل الإعلام الأخرى. وزعم الملف أن ما لا يقل عن 12 موظفا في الأونروا شاركوا في هجمات 7 أكتوبر وأن حوالي 1200 موظف في الأونروا، أي 10 بالمائة من موظفي الأونروا البالغ عددهم 12000 موظف في غزة، كانت لهم صلات بالجماعات الفلسطينية المسلحة. قامت إسرائيل بتفصيل الاتهامات الفردية ضد موظفي الأونروا والتي تم الإبلاغ عنها بشكل مختلف قليلاً في المقالات الصحفية المختلفة.

#### ملخص الادعاءات
ذكرت صحيفة وول ستريت جورنال الاتهامات الموجهة ضد الموظفين على النحو التالي:
- أن مدرس اللغة العربية في الأونروا وقائد حماس قد شاركا كما يُزعم في مذبحة بئيري
- يُزعم أن أحد الأخصائيين الاجتماعيين في الأونروا شارك في نقل جثة جندي إسرائيلي إلى غزة وقام بتنسيق توزيع الشاحنات والذخائر على حماس.
- أن أحد معلمي الأونروا كان تابعا لحماس، وقام بتصوير رهينة في غزة، وعمل مع مدرس آخر كان يحمل صاروخا مضادا للدبابات في الاستعدادات التي سبقت الهجوم
- يُزعم أن أحد موظفي الأونروا قام بإنشاء غرفة عمليات لحركة الجهاد الإسلامي في أعقاب الهجوم
- ويُزعم أن حماس أصدرت تعليمات لثلاثة موظفين آخرين، من بينهم مدرس لغة عربية، بتسليح أنفسهم بالقرب من الحدود
- يُزعم أن مدرسا آخر في مدرسة ابتدائية قد عبر إلى إسرائيل وكان موجودا في رعيم، وهي المنطقة التي اقتحم فيها المسلحون كيبوتس وقاعدة عسكرية ومهرجانًا موسيقيًا

ذكرت صحيفة نيويورك تايمز الادعاءات ضد الأفراد بشكل مختلف إلى حد ما:
- أن سبعة من المتهمين كانوا معلمين في مدارس الأنروا
- وعمل الاثنان في المدارس بصفات أخرى
- أن كاتبا وأخصائيا اجتماعيا ومدير مخزن شاركوا أيضا في هجمات 7 أكتوبر
- وأن عشرة من موظفي الأونروا كانوا أعضاء في حماس، والحادي عشر كان عضوا في حركة الجهاد الإسلامي
- أن مرشد مدرسة من خان يونس قام باختطاف سيدة من إسرائيل بالتعاون مع ابنه
- أن أحد الأخصائيين الاجتماعيين من النصيرات قام بتوزيع الذخيرة وتنسيق المركبات أثناء الهجوم، كما ساعد في نقل جثة جندي إسرائيلي إلى غزة
- أن أحد الموظفين شارك في مجزرة راح ضحيتها 97 قتيلا، ربما في إشارة إلى مجزرة بئيري

## استجابة الأونروا والأمم المتحدة
في 26 يناير 2024، صرح المفوض العام للأونروا فيليب لازاريني بأن "السلطات الإسرائيلية زودت الأونروا بمعلومات حول التورط المزعوم للعديد من موظفي الأونروا في الهجمات المروعة على إسرائيل في 7 أكتوبر". وشدد أيضا على أنه "لحماية قدرة الوكالة على تقديم المساعدة الإنسانية، اتخذت قرارا بإنهاء عقود هؤلاء الموظفين فورا وفتح تحقيق من أجل معرفة الحقيقة دون تأخير"، مضيفا أن "سيتم محاسبة أي موظف شارك في أعمال إرهابية".
وامتنع لازاريني عن الكشف عن عدد الموظفين المزعوم تورطهم في الهجمات أو طبيعة تورطهم المزعوم. وذكرت وزارة الخارجية الأمريكية أن العدد هو 12. قال أنطونيو غوتيريش، الأمين العام للأمم المتحدة ، في 28 يناير، إنه تم توجيه اتهامات ضد 12 موظفا محددا، وأنه من بين هؤلاء ال 12، تم فصل تسعة موظفين، وتوفي أحدهم، ولا يزال يتم التأكد من هوية الاثنين الآخرين. في 26 أبريل 2024، كشفت الأمم المتحدة عن وجود 19 ادعاءً ضد موظفي الوكالة، أغلق أحدهما لعدم وجود أدلة و4 أخرى لعدم وجود أدلة. ولم يتم تحديد موعد نهائي للتحقيق مع الموظفين الأربعة عشر المتبقين بينما سيقوم المحققون بزيارة إسرائيل مرة أخرى في شهر مايو. ومن بين 12 حالة أولية، لا تزال ثماني حالات قيد التحقيق، وتم تعليق ثلاث قضايا وتمت تبرئة أحد الموظفين. ومن بين الحالات السبع الإضافية، لا تزال ست حالات قيد التحقيق وتم تعليق حالة واحدة في انتظار الحصول على معلومات إضافية.
وقال غوتيريس أيضا إنه "شعر بالرعب من هذه الأخبار"،  ووصف الأنشطة المزعومة بأنها "إجرامية". وذكر المتحدث باسمه ستيفان دوجاريك كذلك أن الأمين العام للأمم المتحدة قد وجه لازاريني لقيادة تحقيق لضمان الإنهاء السريع والمحاكمة الجنائية المحتملة لأي موظف في الأونروا متورط أو ساعد في هجمات 7 أكتوبر. وفي 27 كانون الثاني/يناير، صرح نائب المتحدث باسم الأمم المتحدة أن "الأونروا عموما كان لها سجل قوي، وهو ما أكدنا عليه مرارا وتكرارا".
وفي بيان آخر صدر في 27 كانون الثاني/يناير، وصف لازاريني القرار الذي اتخذته تسع دول بتعليق تمويل الوكالة بأنه "صادم" وذكر أن حياة الناس في غزة والاستقرار الإقليمي يعتمدان على هذا الدعم؛ وحث الدول على استئناف التمويل قبل أن "تضطر الأونروا إلى تعليق استجابتها الإنسانية". ووفقا لبيان صدر في 28 كانون الثاني/يناير عن فرانشيسكا ألبانيز، المقرر الخاص للأمم المتحدة المعني بالأراضي الفلسطينية المحتلة، فإن قرار تعليق التمويل يمكن أن يشكل انتهاكا لاتفاقية الإبادة الجماعية، و"يتحدى بشكل علني" الأحكام المؤقتة في دعوى جنوب أفريقيا ضد إسرائيل.
دعا كريس جونيس، المتحدث الرسمي السابق للأونروا، العالم العربي، وخاصة دول الخليج الغنية بالنفط، إلى سد فجوة التمويل، قائلا إنهم "يكسبون المليارات كل يوم من عائدات النفط"، وأن "جزءا صغيرا" من ذلك من شأنه أن يحل نقص التمويل. وقال متحدث باسم الأونروا إن تعليق التمويل سيؤدي إلى عدم قدرتها على مواصلة مساعدة سكان غزة بحلول نهاية فبراير. وفي 29 فبراير، أعلنت الأمم المتحدة أنها لم تتلق بعد أي دليل من إسرائيل يدعم مزاعمها.

## ردود الفعل

الدول التي أوقفت تمويل الأنروا (بالأخضر)